# Beretta Cx4 Storm
Beretta Cx4 Storm — гражданский самозарядный карабин, предназначенный для целевой и развлекательной стрельбы, личной защиты и служб правопорядка. Выпускается под патроны 9×19 мм Парабеллум, .40 S&W и .45 ACP. Необычной особенностью карабина является то, что он использует стандартные пистолетные магазины от пистолетов Beretta моделей 92/96, Кугар и Px4.
Beretta Cx4 Storm — гражданская версия пистолета-пулемёта Beretta Mx4 Storm.

## Особенности конструкции
- хромированный ствол, устойчивый к износу при стрельбе;
- возможность переноса основных органов управления (рукоятки заряжания, кнопок затворной задержки и предохранителя), а также выбрасывателя и окна выброса гильз на левую или правую стороны, что позволяет использовать карабин как правшам, так и левшам;
- прицельные приспособления представляют собой перекидной диоптрический целик (с положениями S - "Short" для ближних дистанций и L - "Long" для дальних дистанций) и мушку, регулируемую как по горизонтали, так и по вертикали;
- карабин разбирается на две части:
  - цевьё со стволом и ствольной коробкой, в которой находится затворная рама;
  - приклад с пистолетной рукоятью, в которой расположена шахта магазина, а также УСМ;
- практически все детали (за исключением ствола, затворной рамы и пружин) сделаны из высококачественного полиамида, что в свою очередь обуславливает исключительную лёгкость карабина - менее 2,5 кг;
- сверху, снизу, а также по бокам цевья расположены крепления для планок Пикатинни.

### Аксессуары
Компанией Beretta предлагается ряд аксессуаров для данного карабина: тактический ремень, пластиковый кейс для переноски, "мягкий" чехол-рюкзак и т.д.

## Эксплуатация
- Венесуэла: используется национальной гвардией[3].
- Ливия: сделан заказ на 1900 карабинов перед гражданской войной[4].
- США: используются в департаменте шерифа города Олбани (Нью-Йорк)[5], полицией Сент-Луиса[6] и полицейским департаментом колледжа Вильгельма и Марии[7].
- Россия: сертифицировано как гражданское оружие[уточнить].